# Andrea Goldsmith

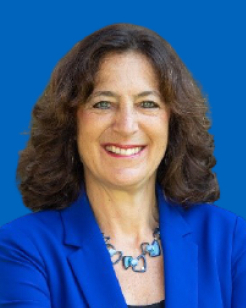
Andrea Goldsmith, 2021

Andrea Goldsmith (* 1964 in Kalifornien) ist eine US-amerikanische Elektroingenieurin und Professorin für Elektrotechnik. Sie ist Dekanin für Engineering and Applied Science an der Princeton University. Ihr Spezialgebiet sind drahtlose Netzwerke und die Anwendung von Kommunikationstheorie und Signalverarbeitung auf die Neurowissenschaften. Seit 2021 ist sie Mitglied des President’s Council of Advisors on Science and Technology (PCAST).

## Kindheit und Studium
Goldsmith wuchs im San Fernando Valley in Kalifornien auf. Ihr Vater war Professor für Maschinenbau und ihre Mutter Animatorin für Zeichentrickserien. Goldsmith erwarb 1986 einen Bachelor-Abschluss in Ingenieurmathematik an der University of California, Berkeley. Sie erwarb 1991 einen Master und 1994 einen PhD in Elektrotechnik an der UC Berkeley. In den Jahren zwischen ihrem Bachelor-Abschluss und ihrem Doktortitel arbeitete sie als Systemingenieurin bei einem Start-up-Unternehmen für Verteidigungskommunikation im Silicon Valley.

## Karriere

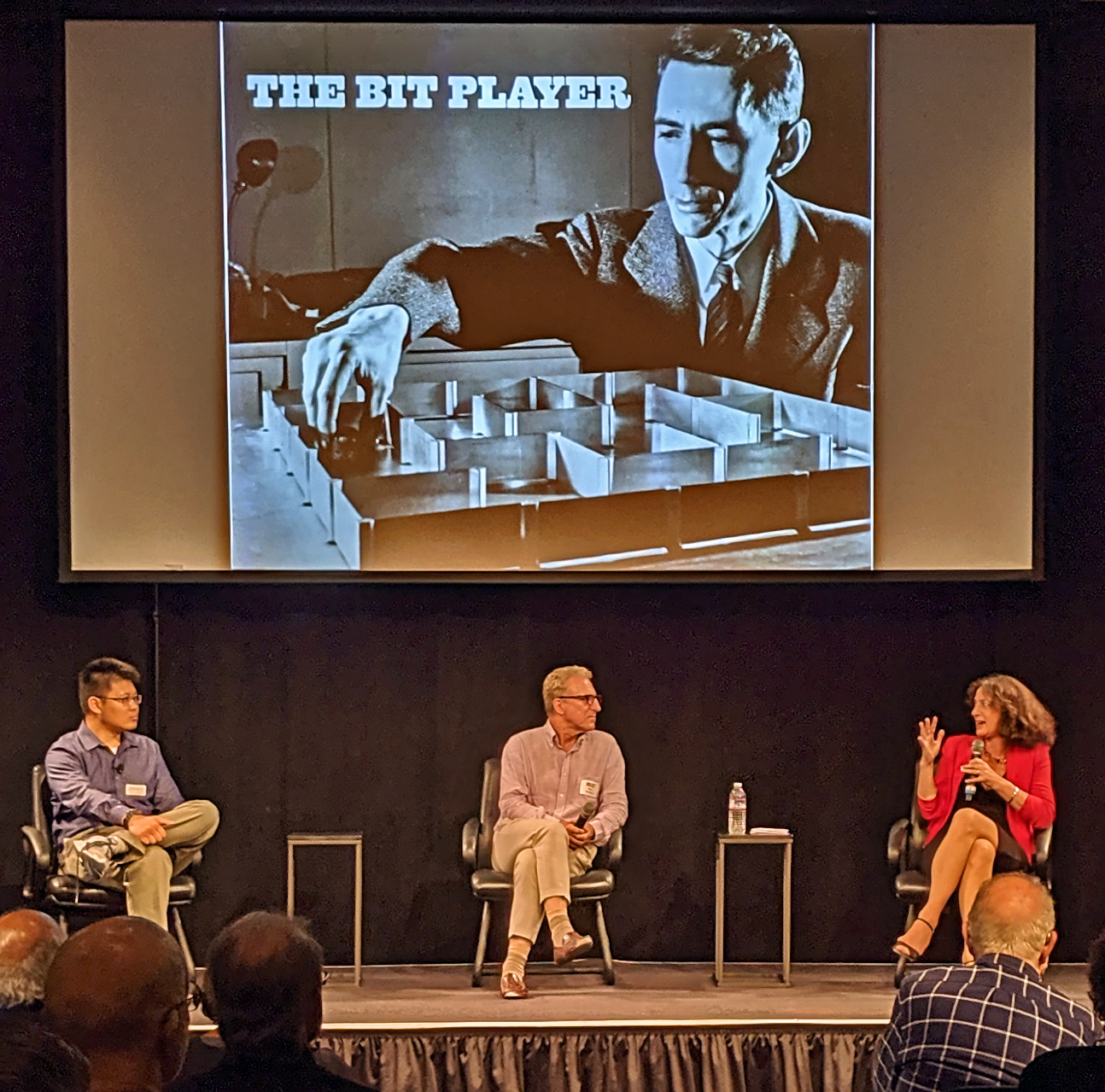
Andrea Goldsmith (rechts) bei einer Podiumsdiskussion im Computer History Museum in Mountain View, Kalifornien (2019)

Goldsmith begann ihre akademische Laufbahn am California Institute of Technology und war dort vier Jahre lang tätig. Im Jahr 1999 kam sie nach Stanford, wo sie 2002 eine außerordentliche und 2007 eine ordentliche Professur erhielt. In Stanford war sie Vorsitzende des Fakultätssenats und Mitglied der Arbeitsgruppe für Frauen und Führung der Hochschule.
Im Jahr 2006 ließ sie sich von Stanford beurlauben und war Mitbegründerin von Quantenna Communications, einem Unternehmen, das Silizium-Chipsätze für drahtlose High-Definition-Video-Heimnetzwerke mit hoher Geschwindigkeit herstellt. Bis zu ihrer Rückkehr nach Stanford im Jahr 2008 war sie als Chief Technology Officer des Start-ups tätig. Sie war auch Gründerin und CTO von Plume WiFi, das 2014 gegründet wurde und WiFi-Technologie entwickelt.
Sie kommt 2020 als Dekanin für die Fakultät Engineering and Applied Science (Ingenieurwesen und angewandte Wissenschaften) nach Princeton.
Sie hat zahlreiche Patente angemeldet. Sie hat mehrere universitätsübergreifende Forschungsprojekte ins Leben gerufen und geleitet, darunter das ITMANET-Programm der DARPA. Sie ist leitende Forscherin im Center on the Science of Information der National Science Foundation.
In der IEEE war Goldsmith im Vorstand der Information Theory Society und der Communications Society. Darüber hinaus war sie eine angesehene Dozentin für beide Gesellschaften, fungierte 2009 als Präsidentin der IEEE Information Theory Society, gründete und leitete das Student Committee der IEEE Information Theory Society und leitete das Emerging Technology Committee der IEEE Communications Society. Sie ist Vorsitzende des IEEE Committee on Diversity and Inclusion.

## Auszeichnungen
- 2002: Gilbreth Lecture Award der National Academy of Engineering
- 2010: Women of Influence Award des Silicon Valley Business Journal
- 2014: Edwin H. Armstrong Achievement Award der IEEE Communications Society[6]
- 2017: Aufnahme in die National Academy of Engineering[6]
- 2017: Aufnahme in die American Academy of Arts and Sciences
- 2017: Mentorship Award der Women in Communications Engineering (WICE) für ihre Bemühungen um die Förderung von Frauen in den MINT-Bereichen
- 2018: Athena Lecturer Award der Association for Computing Machinery (ACM)
- 2020: Marconi-Preis
- 2024: Aufnahme in die National Inventors Hall of Fame. Im selben Jahr wurde sie von der Wireless History Foundation als Pionier der drahtlosen Kommunikation ausgezeichnet und in deren Hall of Fame aufgenommen.

## Veröffentlichungen
- Entropy, Mutual Information, and Capacity for Markov Channels with General Inputs, T. Holliday, mit P. Glynn, Stanford University Press, 2002
- EE359 Wireless Communications, Stanford University Press, 2002
- Wireless Communications, Cambridge University Press, 2005
- MIMO Wireless Communications, mit E. Biglieri, Cambridge University Press, 2007
- Principles of Cognitive Radio, mit L. Greenstein, N. Mandayam, H.V. Poor, Cambridge University Press, 2012

## Privatleben
Goldsmith lebt mit ihrem Mann, dem Wissenschaftler Arturo Salz, und den gemeinsamen Kindern in Menlo Park, Kalifornien.